# أورونس فينيه

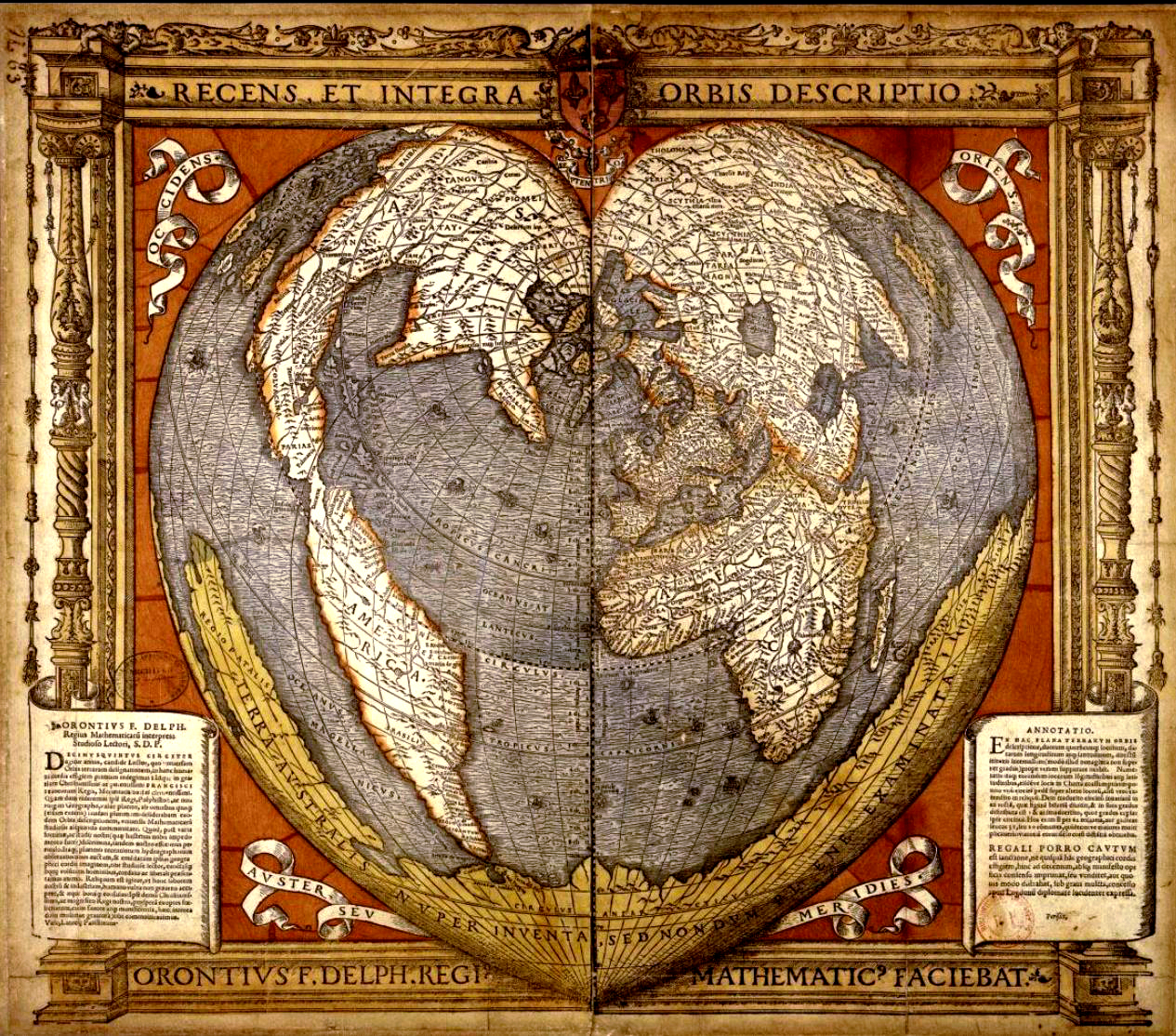
خريطة على شكل قلب

أورونس فينيه (20 ديسمبر 1494 - 8 أغسطس 1555) (بالفرنسية: Oronce Finé) و(باللاتينية: Orontius Finnaeus) رياضياتي وعالم خرائط فرنسي.
ولد فينيه في بريانكون في أسرة من الفيزيائيين، وتعلم في باريس في كلية نافار، وحصل على درجة علمية في الطب عام 1522. وسجن عام 1524، ربما لممارسته علم التنجيم.
وفي عام 1531، تم تعيينه أستاذ كرسي الرياضيات في الكلية الملكية (الآن كلية فرنسا)، التي أسسها الملك فرانسوا الأول ملك فرنسا، واستمر يعلم بها حتى وفاته.
كان فينيه من أكثر المؤلفين الرياضياتيين غزارة في التأليف في عصره، وقد عمل في العديد من المجالات الرياضياتية، منها الهندسة التطبيقية وعلم الحساب والبصريات والفلك وصناعة المعدات.
وفي عام 1544، توصل إلى قيمة ط تعادل (22 2/9)/7= 3.1746، ثم عدلها لاحقًا إلى 47/15=3.1333، وفي عام 1556 في كتابه De rebus mathematicis، قدّرها بقيمة 3 11/78=3.1410
وفي عام 1542، نشر فينيه كتابه De mundi sphaera، وهو كتاب مشهور في علم الفلك. تضمنت كتاباته في علم الفلك، طرق استخدام الأجهزة والطرق الفلكية، كما وصف العديد من الابتكارات الحديثة مثل جهاز أطلق عليه اسم méthéoroscope (وهو أسطرلاب معدّل بإضافة بوصلة إليه).
كانت أيضًا خريطته الخشيبية لفرنسا عام 1525، من أوائل الخرائط التي تصنع على تلك الشاكلة. كما أنشأ مزولة عاجية عام 1524، والتي لا زالت موجودة.
كانت خريطة فينيه القلبية أشهر أعماله، والتي عمل عليها بعد ذلك العديد من علماء الخرائط لاحقًا.
حاول فينيه التوفيق بين الاكتشافات الجغرافية في العالم الجديد مع المعلومات الشائعة في ذلك الوقت (المستقاة من نظريات كلاوديوس بطليموس). فرسم في إحدى خريطتيه حول العالم المسماة Nova Universi Orbis Descriptio عام 1531، التي جعل فيها آسيا تشمل أمريكا الشمالية وآسيا، ككتلة واحدة. واستخدم التسمية الجعرافية «أمريكا» للإشارة إلى أمريكا الجنوبية، وبالتالي وضع تسميات مناطق في الصين في موقع خليج المكسيك الآن. وفي نفس الخريطة، رسم فينيه قارة وهمية في الجنوب وفق ما كان سائد الاعتقاد في ذاك الوقت.
توفي فينيه في باريس في عمر الستين. وقد خلد اسمه بتسمية إحدى الفوهات القمرية باسمه اللاتيني "Orontius".